# 棒球漫畫
棒球漫畫（日语：野球漫画），以棒球運動為主題的漫畫。描述棒球隊或棒球運動員參與棒球賽事的過程。

## 常見要素

### 登場人物
- 棒球隊（依守備位置區分為：投手、捕手、一壘手、二壘手、三壘手、游擊手、左外野手、中外野手、右外野手）。
- 教練、社團指導老師
- 裁判
- 應援團（啦啦隊）

### 主要場景
- 棒球場（若是日本高校棒球聯賽，則決賽場地必為甲子園）

### 賽事種類
- 分組對抗（同一個棒球隊分成2組進行比賽）
- 友誼賽（不同學校的棒球隊應邀前往比賽）
- 春季甲子園、夏季甲子園（日本高校棒球聯賽）

### 不祥事
- 運動傷害
- 賭博、打假球
- 禁賽